# Blair Brown
 (juillet 2016).
Si vous disposez d'ouvrages ou d'articles de référence ou si vous connaissez des sites web de qualité traitant du thème abordé ici, merci de compléter l'article en donnant les références utiles à sa vérifiabilité et en les liant à la section « Notes et références ».
Pour les articles homonymes, voir Brown.
Bonnie Blair Brown est une actrice américaine née le 23 avril 1946 à Washington. Elle a obtenu un Tony Award pour son rôle dans la pièce Copenhague à Broadway. Elle est notamment connue pour interpréter Nina Sharp dans la série télévisée Fringe.

## Biographie
Blair Brown est née dans l'État de Washington, fille d'Elizabeth Ann (née Blair), une institutrice, et de Milton Henry Brown, un agent des renseignements américains. Elle a été diplômée de The Madeira School (en) en Virginie avant de poursuivre sa carrière d'actrice à l'École nationale de théâtre du Canada où elle obtint son diplôme en 1969.

## Filmographie

### Cinéma
- 1972 : The Whiteoaks of Jalna : Pheasan Vaughan
- 1972 : L'Obsédé sexuel : Jo-Jo
- 1973 : Dracula 73
- 1973 : La Chasse aux diplômes : miss Farranti
- 1981 : Au-delà du réel : Emily Jessup
- 1981 : Continental Divide : Neil Porter
- 1985 : A Flash of Green
- 1988 : Le Retour de Billy Wyatt : Ginny Wyatt
- 1989 : Strapless de David Hare
- 1992 : Un faire-part à part : Amy Scanlan
- 1999 : Intrusion : Shelly McLaren
- 2000 : Space Cowboys : Dr Anne Caruthers
- 2003 : Dogville : Mrs. Henson
- 2005 : Loverboy : Jeanette Rawley
- 2011 : The Speed of Thought : Bridger

### Séries télévisées
- 1973 : Dr. Simon Locke (saison 3, épisode 13) : Dulcy
- 1975 : Performance (saison 1, épisode 5) : ???
- 1978 : Détroit : Barbara Lipton
- 1983 : Kennedy : Jackie Kennedy (mini-série)
- 2002 : New York, police judiciaire (saison 13, épisode 19) : Virginia Masters
- 2002 : Smallville (saison 2, épisode  7) : Rachel Dunlevy
- 2002 : Les Experts : Miami (saison 1, épisode 11) : Margie Winters
- 2003 : Urgences (saison 10, épisode 21) : Dr Vicki Ford
- 2003 : New York, unité spéciale (saison 5, épisode 17) : avocate de la défense Lynne Riff
- 2003 : New York, unité spéciale (saison 6, épisode 5) : avocate de la défense Lynne Riff
- 2005 : Missing : Disparus sans laisser de trace (saison 3, épisode 4) : Emma
- 2008 - 2012 : Fringe (saisons 1, 2, 3, 4, 5) : Nina Sharp
- 2011 : Falling Skies (Saisons 1, Épisode 8) : Sonya Rankin
- 2015 : Person of Interest (saison 4, épisode 14) : Emma
- 2015 : Forever (saison 1, épisode 10) : Fawn Mahoney
- 2015 - 2019 : Orange Is the New Black : Judy King (24 épisodes)
- 2015-2016 : Limitless (saison 1) : Marie Finch
- 2017 : Elementary (saison 5, épisode 16) : Kate Durning
- 2018 : Jack Ryan : Directrice Sue Joyce

### Téléfilms
- 1987 : La nuit tombe sur Manhattan (Hands of a Stranger) de Larry Elikann
- 2001 : La Bonne Étoile (Follow the Stars Home) (TV) : Hannah Parker